# Kotjärnen (Brattfors socken, Värmland)
Kotjärnen är en sjö i Filipstads kommun i Värmland och ingår i Göta älvs huvudavrinningsområde. Kotjärnen ligger i Brattforsheden Natura 2000-område.